# Korail
 Korea Railroad Corporation (Korail) é uma empresa estatal, responsável pelo transporte ferroviário de passageiros e cargas da Coreia do Sul.